# Chó Pumi
Chó Pumi (tiếng Hungary: Pumi, dạng số nhiều là pumik) là một giống chó chăn cừu có kích cỡ trung bình có nguồn gốc từ Hungary. Chúng là những con chó đa năng, không kém phần quan trọng trong việc thu thập, đào hầm và chăm giữ và kiểm soát súc vụ. Chúng có một cái đầu dài với đôi tai nửa thẳng, một biểu hiện hay thay đổi và một cái đuôi cuốn thành vòng tròn ở phía sau. Bộ lông (đen, trắng, xám hoặc màu nâu vàng) là sự kết hợp giữa các loại lông xoăn và gợn sóng, tạo thành những lọn tóc khắp cơ thể.

## Tính cách
Chó Pumi sống động, diễn cảm, táo bạo, một chút nghi ngờ đối với người lạ, nhưng không bao giờ hung hăng hoặc quá nhút nhát, phần nào lớn tiếng và luôn sẵn sàng hành động. Chúng có đặc tính rất thích bảo vệ gia đình chủ nhân của chúng. Việc huấn luyện hòa nhập cho giống chó này sớm là quan trọng.
Chó Pumi thông minh và rất dễ làm chúng sủa nhưng đồng thời cũng rất dễ huấn luyện. Với trí thông minh của một con chó chăn gia súc và sự điềm tĩnh của một con chó sục, giống chó này cần phải được giữ bận rộn, ví dụ như chăn gia súc, sự nhanh nhẹn và vâng lời trong huấn luyện, bắt bóng, chạy bộ hoặc chơi đùa. Chó Pumi đối xử tốt với trẻ em và động vật khác, miễn là chúng được huấn luyện từ khi còn nhỏ. Giống chó này cũng có tính khí vui tươi khi đã trưởng thành và điều này, cùng với đôi tai như một búi tóc của chúng, mang lại cho chúng biệt danh theo tiếng Hungary là "chú hề".